# Suling Wetan
Suling Wetan is een bestuurslaag in het regentschap Bondowoso van de provincie Oost-Java, Indonesië. Suling Wetan telt 3327 inwoners (volkstelling 2010).